# Laskówka (Basses-Carpates)
Pour les articles homonymes, voir Laskówka.
Laskówka est une localité polonaise de la gmina de Dynów, située dans le powiat de Rzeszów en voïvodie des Basses-Carpates.